# Jakob Tånnander
Jakob Tånnander (Dalby, 10 agosto 2000) è un calciatore svedese, portiere svincolato.

## Carriera

### Club
Cresciuto nel settore giovanile del Lunds BK, debutta in prima squadra il 17 ottobre 2015 in occasione dell'incontro di Division 1 perso 2-1 contro l'Halmia; nel 2016 viene acquistato dal Malmö FF che negli anni seguenti lo cede in prestito nelle serie inferiori del calcio svedese e, dal 2018 al 2019, nuovamente al Lunds BK.
Nel gennaio del 2020 si trasferisce in Finlandia firmando a titolo definitivo con l'HJK; impiegato inizialmente con la squadra riserve del Klubi 04, ad agosto viene prestato all'Haka dove rimane fino al termine dell'anno giocando 11 incontri in Veikkausliiga. Rientrato dal prestito, si alterna fra i pali con il connazionale Hugo Keto e nell'estate seguente viene confermato titolare negli incontri di qualificazione per la Champions League e l'Europa League.
Il 9 dicembre 2022 diventa ufficialmente un giocatore del Sirius, squadra militante nella massima serie svedese, con cui firma un contratto biennale a parametro zero.
Nella prima delle due stagioni in cui difende la porta neroblù, inizia il campionato come portiere titolare al posto dell'infortunato David Mitov Nilsson, giocando le prime diciannove giornate. In seguito, con il rientro di quest’ultimo, perde il posto da titolare.
Nella prima parte dell'Allsvenskan 2024 si alterna con Mitov Nilsson fino alla cessione di quest'ultimo a campionato in corso, dopo la quale Tånnander viene scelto come portiere titolare.
Il 18 febbraio 2025 firma un contratto fino al termine della stagione con la Cremonese, in Serie B.

### Nazionale
Ha giocato nelle nazionali giovanili svedesi Under-17 ed Under-19.

## Statistiche

### Presenze e reti nei club
Statistiche aggiornate al 18 febbraio 2025.
| Stagione        | Squadra         | Campionato      | Campionato | Campionato | Coppe nazionali | Coppe nazionali | Coppe nazionali | Coppe continentali | Coppe continentali | Coppe continentali | Altre coppe | Altre coppe | Altre coppe | Totale | Totale |
| Stagione        | Squadra         | Comp            | Pres       | Reti       | Comp            | Pres            | Reti            | Comp               | Pres               | Reti               | Comp        | Pres        | Reti        | Pres   | Reti   |
| --------------- | --------------- | --------------- | ---------- | ---------- | --------------- | --------------- | --------------- | ------------------ | ------------------ | ------------------ | ----------- | ----------- | ----------- | ------ | ------ |
| 2014            | Dalby GIF       | D6              | 18         | -?         | CS              | -               | -               |                    | -                  | -                  |             | -           | -           | 18     | -?     |
| 2015            | Lunds BK        | D1              | 1          | -2         | CS              | 0               | 0               |                    | -                  | -                  |             | -           | -           | 1      | -2     |
| 2016            | Högaborgs BK    | D2              | 7          | -?         | CS              | 0               | 0               |                    | -                  | -                  |             | -           | -           | 7      | -?     |
| 2017            | Österlen FF     | D2              | 22         | -?         | CS              | 0               | 0               |                    | -                  | -                  |             | -           | -           | 22     | -?     |
| 2018            | Lunds BK        | D1              | 18         | -28        | CS              | 0               | 0               |                    | -                  | -                  |             | -           | -           | 18     | -28    |
| 2019            | Lunds BK        | D1              | 19         | -25        | CS              | 0               | 0               |                    | -                  | -                  |             | -           | -           | 19     | -25    |
| Totale Lunds    | Totale Lunds    | Totale Lunds    | 38         | -55        |                 | -               | -               |                    | -                  | -                  |             | -           | -           | 38     | -55    |
| gen.-ago. 2020  | Klubi 04        | K               | 2          | -3         |                 | -               | -               |                    | -                  | -                  |             | -           | -           | 2      | -3     |
| gen.-ago. 2020  | HJK             | VL              | 0          | 0          | CF              | 2               | -2              |                    | -                  | -                  |             | -           | -           | 2      | -2     |
| ago.-dic. 2020  | Haka            | VL              | 11         | -20        | CF              | 0               | 0               |                    | -                  | -                  |             | -           | -           | 11     | -20    |
| 2021            | Klubi 04        | Y               | 1          | -1         |                 | -               | -               |                    | -                  | -                  |             | -           | -           | 1      | -1     |
| 2022            | Klubi 04        | K               | 2          | -1         |                 | -               | -               |                    | -                  | -                  |             | -           | -           | 2      | -1     |
| Totale Klubi-04 | Totale Klubi-04 | Totale Klubi-04 | 5          | -5         |                 | -               | -               |                    | -                  | -                  |             | -           | -           | 5      | -5     |
| 2021            | HJK             | VL              | 6          | -1         | CF              | 0               | 0               | UCL+UEL+UECL       | 4+4+0              | -5 + -8 + 0        |             | -           | -           | 14     | -14    |
| 2022            | HJK             | VL              | 3          | -2         | CF+CdL          | 3+2             | 0 + -4          | UCL+UEL            | 0+0                | 0+0                |             | -           | -           | 8      | -6     |
| Totale HJK      | Totale HJK      | Totale HJK      | 9          | -3         |                 | 7               | -6              |                    | 8                  | -13                |             | -           | -           | 24     | -22    |
| 2023            | Sirius          | E               | 19         | -28        | CS              | 3               | -4              |                    | -                  | -                  |             | -           | -           | 22     | -32    |
| 2024            | Sirius          | E               | 22         | -35        | CS              | 2               | 0               |                    | -                  | -                  |             | -           | -           | 24     | -35    |
| gen.-feb. 2025  | Sirius          | E               | -          | -          | CS              | 0               | 0               |                    | -                  | -                  |             | -           | -           | 0      | 0      |
| Totale Sirius   | Totale Sirius   | Totale Sirius   | 41         | -63        |                 | 5               | -4              |                    | -                  | -                  |             | -           | -           | 46     | -67    |
| feb.-giu. 2025  | Cremonese       | B               | 0          | 0          | CI              | -               | -               | -                  | -                  | -                  | -           | -           | -           | 0      | 0      |
| Totale carriera | Totale carriera | Totale carriera | 151        | -146       |                 | 12              | -10             |                    | 8                  | -13                |             | -           | -           | 171    | -169   |

## Palmarès

### Club

#### Competizioni nazionali
- Coppa di Finlandia: 1

HJK Helsinki: 2020
- Campionato finlandese: 2

HJK Helsinki: 2021, 2022